# Ланч-Ленц
Ланч (Ленц) (романш. Lantsch, нем. Lenz) — коммуна в Швейцарии, в кантоне Граубюнден округа Альбула.
Население составляет 511 человек (на 31 декабря 2006 года) и преимущественно романскоговорящее. Официальный код — 3513.
Впервые упомянут как Lanzes в 850 году.

## Герб
Блазонирование: на синем фоне серебряная (белая) вьючная лошадь с красными подпругами. Лошадь представлена в цветах баронов Вац.

## История

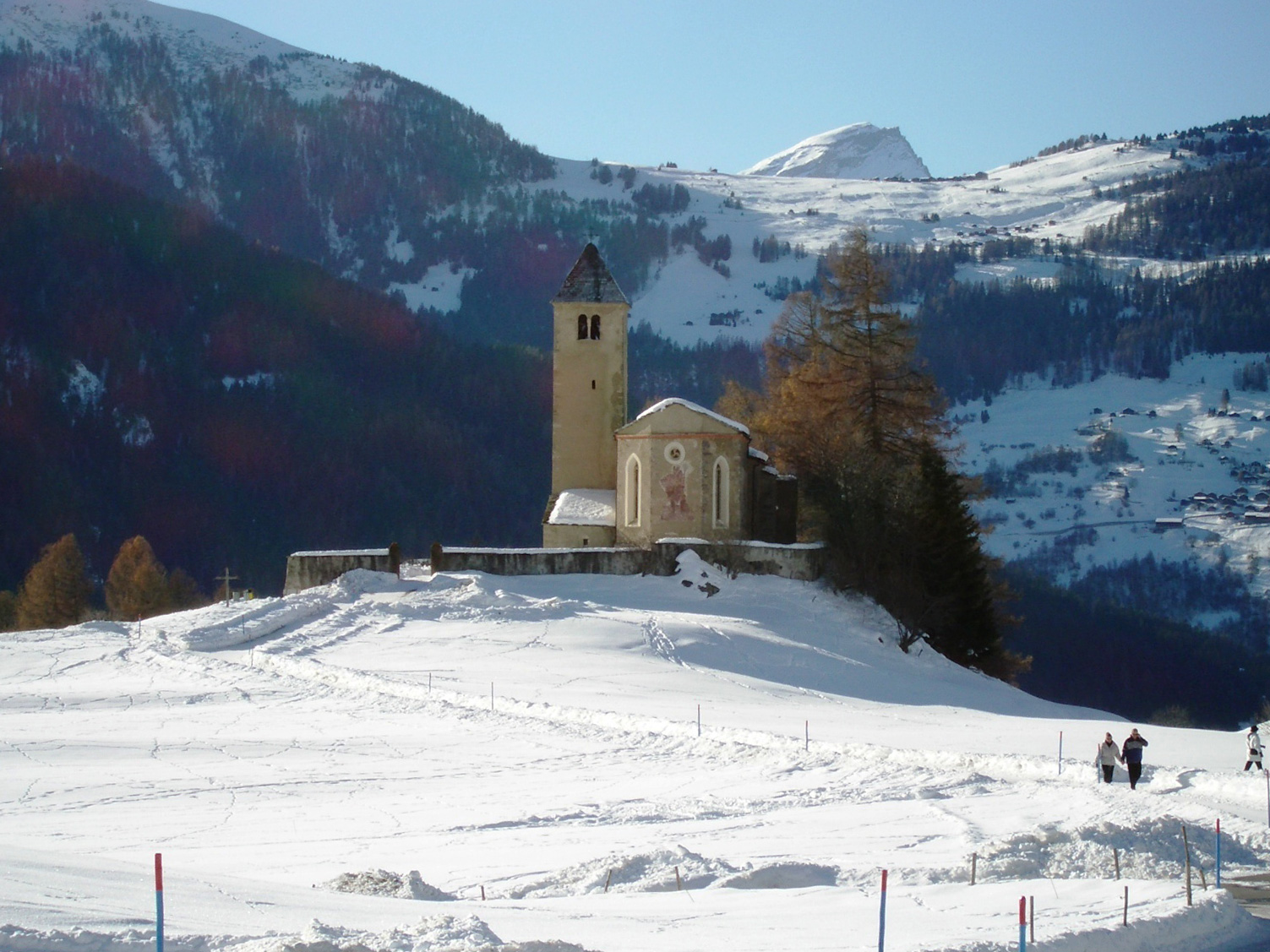
Церковь Св. Марии (Ланч/Ленц) на фоне Пиц Беверин

Раскопки показали, что поселенцы в этих местах появились в железном веке. Последующие остатки римского поселения располагались на месте сторожевого поста кельтов. Римляне передвигали свои войска по перевалу Ленцерхайде до перевала Септимер. Во времена Каролингов в Ланче располагалась королевская резиденция, церковь и две таверны. Гидронимы указывают, что древний Ланч лежал рядом с церковью Св. Марии и позже сдвинулся на восток. Располагаясь на торговых путях между перевалами Юлия и Септимер город собирал пошлины с проезжавших.

## Язык
Традиционно население говорит на сурмиранском диалекте романшского языка. Число говорящих на языке с 1880 по 1910 год выросло с 96,1 % до 97,02 %. С тех пор число говорящих снижается: 86,6 % в 1941 году, 74,53 % в 1970 году. 2000 года немецкий язык в приоритете.

## Достопримечательности
- Церковь Св. Марии[нем.] середины IX века возвдвигнута ещё при готах.
- В центре деревни возвышается церковь Св. Антония[нем.].
- Церковь Св. Кассиана[нем.] с убранным прямоугольным хором построена до прихода на эти земли готов.
- Пасторальные пекарни XIX века.
- Здание с рисунками на религиозную тематику 1592 года известного художника своего времени Ганса Ардюсера[нем.][2].
- Ещё два старинных здания с рисунками художника[3].
- Дом № 26 с рисунками Ганса Ардюсера 1591 года. Четырёхэтажное здание с двускатной крышей выстроено для семьи Беэли фон Белфорт в 1694 году. Оно примечательно сграффито 1694 года и горницей эпохи Возрождения (1590 год)[4].

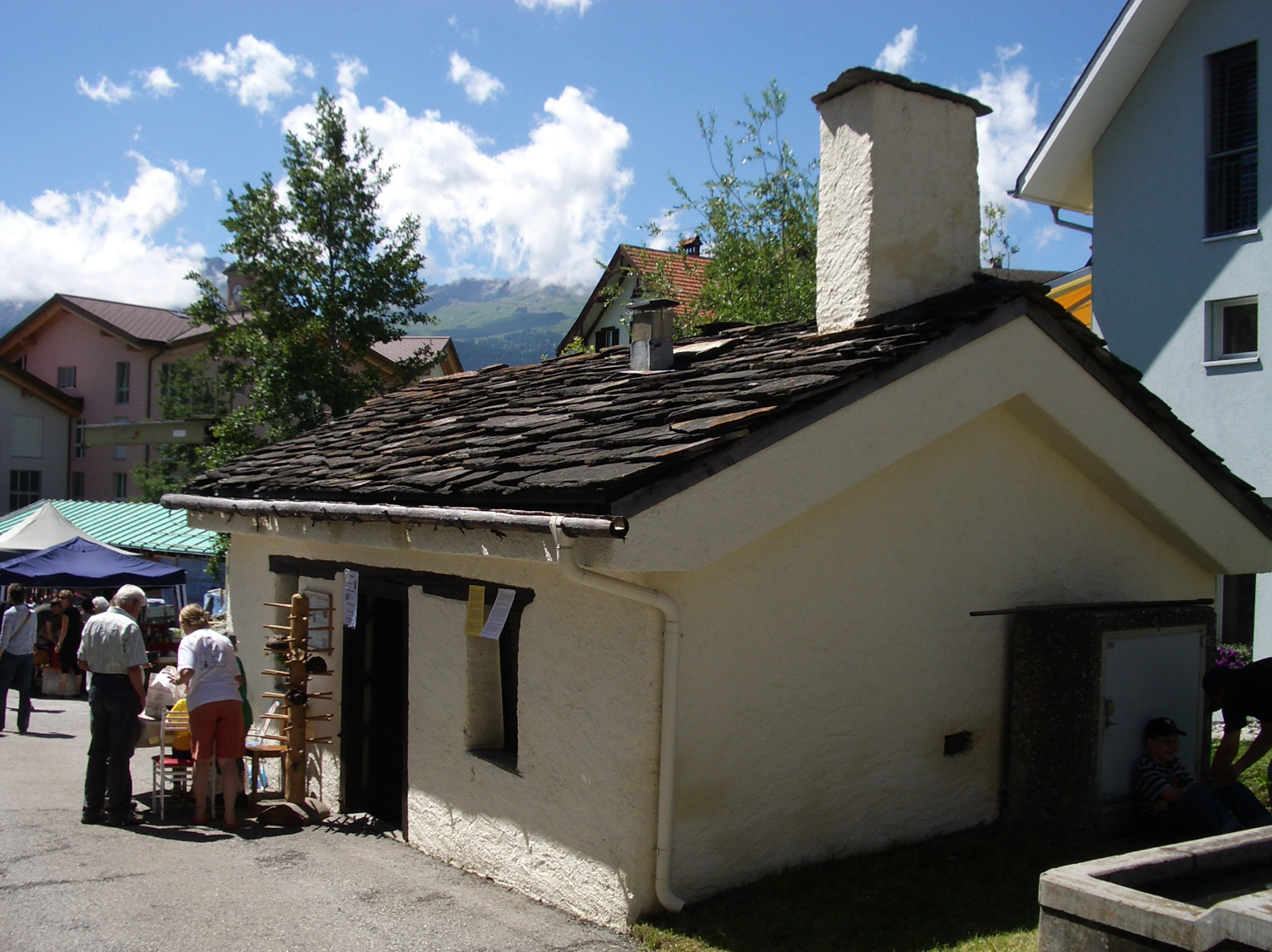
Пекарня Pastroin da la Poarta, ок. 1830 года
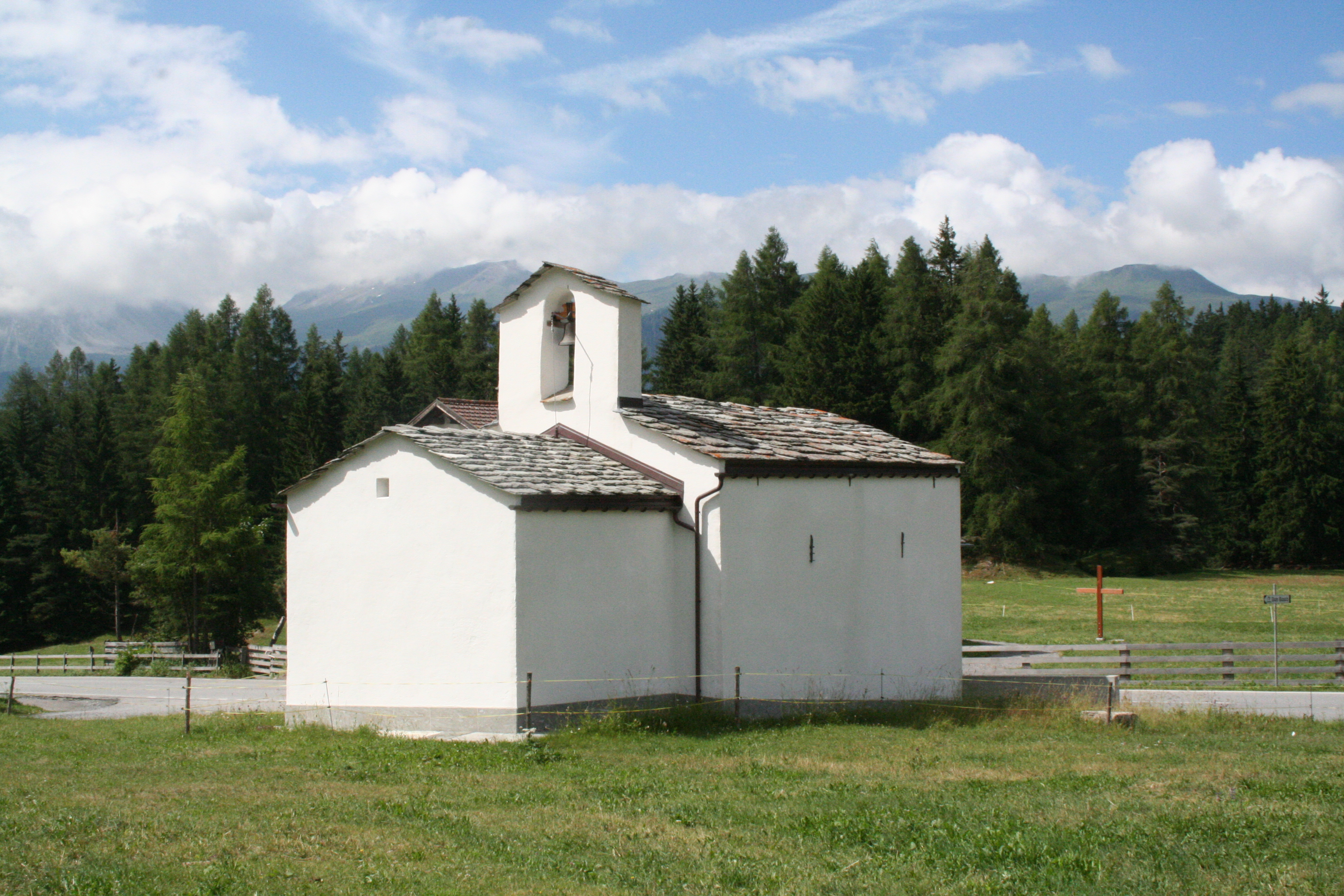
Церковь Св. Кассиана
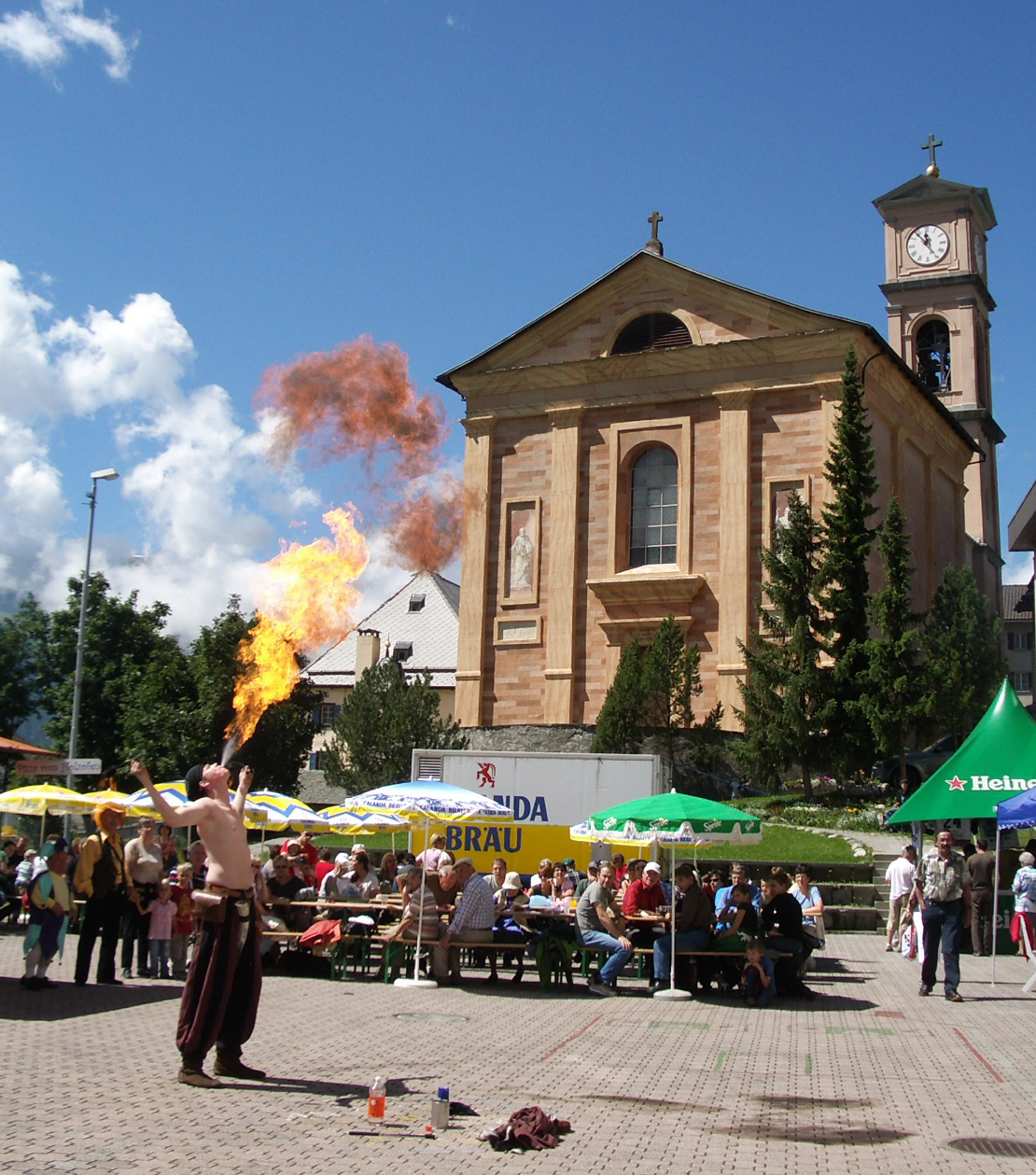
Католическая приходская церковь Св. Антония, 1656 год
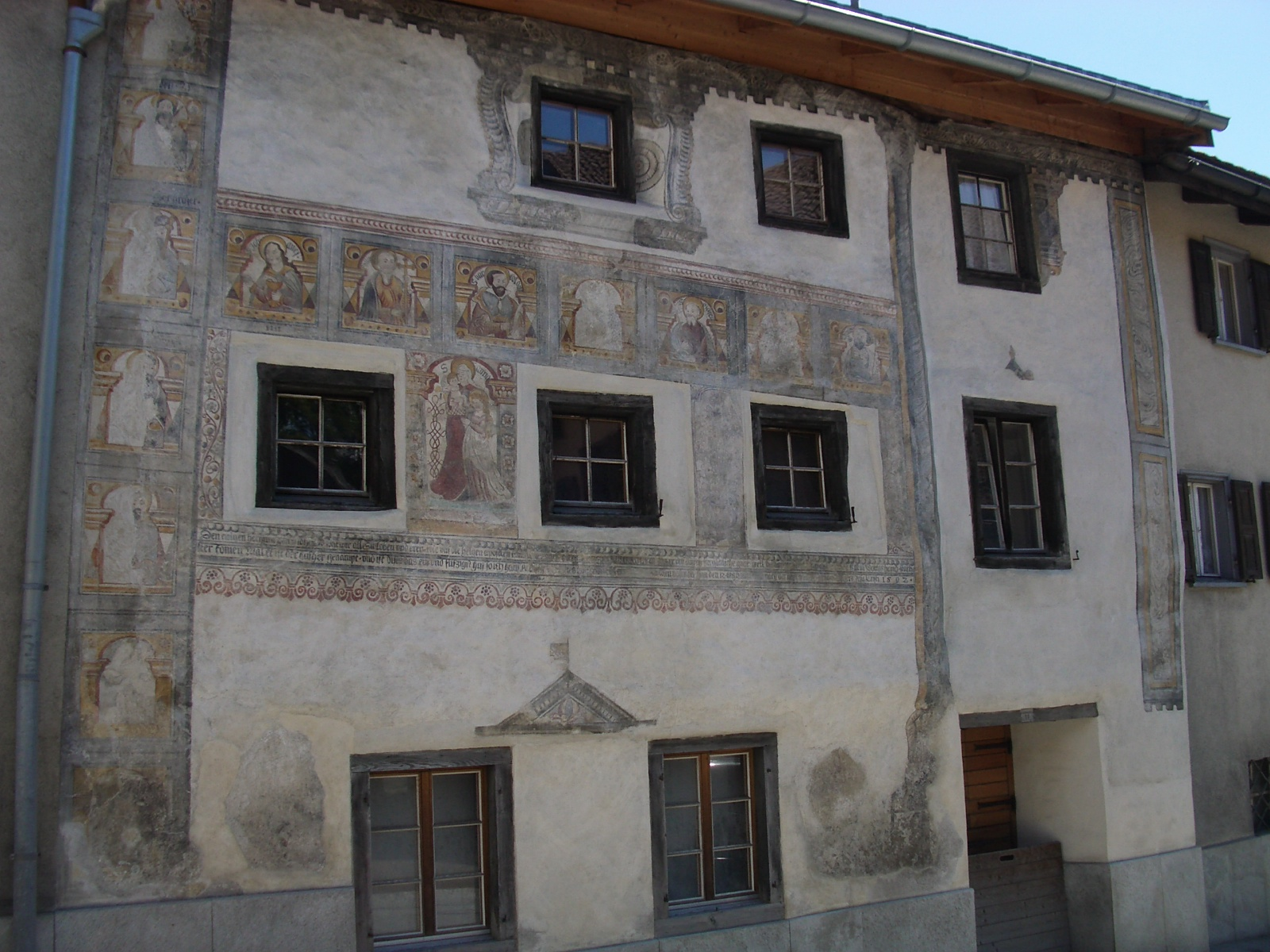
Фасадная роспись Ганса Ардюсера на доме (1592) родителей жены.